# قصص مطبخ
قصص مطبخ (بالنرويجية: Salmer fra kjøkkenet)‏ هو فيلم كوميديا، وفيلم دراما أُصدر في 2003. الفيلم من إخراج بنت هامر، أما السيناريو فكان من كتابة بنت هامر، وJörgen Bergmark ‏. 

## القصة
تقع أحداث الفيلم في النرويج.

## طاقم التمثيل
- Joachim Calmeyer [الإنجليزية]‏
- Lennart Jähkel [الإنجليزية]‏
- Gard B. Eidsvold  [لغات أخرى]‏
- تروند براين
- Bjørn Jenseg  [لغات أخرى]‏
- جان جونار رويس
- ليف اندريه
- Reine Brynolfsson [الإنجليزية]‏
- سفيري أنكار ويسدال
- نورستروم توماس
- Bjørn Floberg [الإنجليزية]‏
- كارين لوندن  [لغات أخرى]‏

## وصلات خارجية
- قصص مطبخ على موقع IMDb (الإنجليزية)
- قصص مطبخ على موقع ميتاكريتيك (الإنجليزية)
- قصص مطبخ على موقع روتن توميتوز (الإنجليزية)
- قصص مطبخ على موقع نتفليكس (الإنجليزية)
- قصص مطبخ على موقع ألو سيني (الفرنسية)
- قصص مطبخ على موقع Turner Classic Movies (الإنجليزية)
- قصص مطبخ على موقع أول موفي (الإنجليزية)
- قصص مطبخ على موقع بوكس أوفيس موجو (الإنجليزية)
- قصص مطبخ على موقع فيلمافينيتي (الإسبانية)
- قصص مطبخ على موقع قاعدة بيانات الأفلام السويدية (السويدية)